# Алиев, Булат Алиевич
Булат Алиевич Алиев (1898, с. Гинта, Акушинское наибство, Даргинский округ, Дагестанская область, Российская империя — 1969, Акушинский район, Дагестанская АССР, РСФСР, СССР) — советский скотовод, Герой Социалистического Труда.

## Биография
Родился в даргинском селении Гинта, в 1898 году в семье потомственного скотовода. Аварец.

### Трудовая деятельность
Работал в колхозе имени Тельмана в селе Мегеб Гунибского района. В 1942 году стал старшим табунщиком колхоза. В 1947 году в своём табуне получил 60 жеребят от 60 кобыл.

### Награды и звания
15 сентября 1948 года Указом Президиума Верховного Совета СССР за высокие производственные показатели был удостоен звания Героя Социалистического Труда с вручением ордена Ленина и золотой медали «Серп и Молот». Также был награждён рядом медалей.